# جيورج أرنولد هايسه
جيورج أرنولد هايسه (بالألمانية: Georg Arnold Heise)‏ هو مؤرخ قانوني ‏ وقاض ألماني، ولد في 2 أغسطس 1778 في هامبورغ في ألمانيا، وتوفي في 6 فبراير 1851 في لوبيك في ألمانيا.